# Power Rangers Samurai
Power Rangers Samurai ist eine US-amerikanische Actionserie, die auf der 33. „Super-Sentai“-Serie, Samurai Sentai Shinkenger, basiert. Sie ist die 18. Staffel der Power-Rangers-Serie und die erste Serie, die von Haim Sabans neuer Firma Saban Brands produziert wurde. Sie fand ihre Fortsetzung in der 19. Staffel Power Rangers Super Samurai.

## Handlung
Vor Jahrhunderten wurde in Japan das Universum von einer dunklen Macht bedroht, die nur durch einen Clan von Kriegern in die Flucht geschlagen werden konnte. Diese Dunkelheit ist nun wieder zurückgekehrt und will die Erde mithilfe eines dunklen Meeres überfluten. Fünf normale Jugendliche wurden auserwählt, sich der Dunkelheit entgegenzustellen; um dieses Ziel zu erreichen, wurde ihnen die Macht von fünf mystischen japanischen Symbolen gegeben, um sich in die Samurai Rangers zu verwandeln.

## Produktion
Im Mai 2010 wurde bekanntgegeben, dass Haim Saban das Power Rangers-Franchise von Disney zurückgekauft hatte und eine neue Serie für eine Ausstrahlung bei Nickelodeon im Jahr 2011 plane.

## Figuren

### Power Rangers
- Jayden Shiba (Alex Heartman): Der rote Samurai Ranger und Anführer des Teams.
- Kevin (Najee De-Tiege): Der blaue Samurai Ranger und ein begabter Schwertkämpfer.
- Mia (Erika Fong): Der pinke Samurai Ranger, welche sich wie eine große Schwester gegenüber den anderen Rangers verhält.
- Mike (Hector David Jr.): Der grüne Samurai Ranger und der faule Rebell der Gruppe.
- Emily (Brittany Anne Pirtle): Der gelbe Ranger, welche nur durch Zufall zum Ranger wurde.
- Antonio Garcia (Steven Skyler): Der goldene Ranger und ein Kindheitsfreund von Jayden.
- Lauren Shiba (Kimberley Crossman): Der zweite rote Samurai Ranger und die Schwester von Jayden.

### Verbündete
- Mentor Ji (Rene Naufahu): Sensei und Mentor der Rangers.
- Farkas „Bulk“ Bulkmeier (Paul Schrier): Ein großer Fan der Power Rangers seit seiner Highschoolzeit.
- Spike Skullovitch (Felix Ryan): Er wird von seinem Onkel Farkas Bulkmeier zu einem Samurai ausgebildet.
- Serena (Jacinda Stevens): Serena ist Emilys ältere Schwester und sollte ursprünglich der gelbe Ranger werden.

### Schurken
- Master Xandred (Jeff Szusterman): Anführer der Nighloks
- Dayu (Kate Elliott): Eine von Xandreds Kriegern.
- Octoroo (Jeff Szusterman): Einer von Xandreds Kriegern, dessen Erscheinung an Cthulhu erinnert.
- Deker (Ricardo Medina, Jr.): Ein Mensch/Nighlok-Hybrid, welcher ein Ultimatives Duell sucht und der Rivale des roten Rangers ist.

## Arsenal
- Samuraizers: Mobiltelefone, mit deren Hilfe sich die fünf Samurai-Krieger in die Power Rangers verwandeln können.
- Faltzords: Bestehend aus Löwen, Drachen, Schildkröten, Bär und Affenzord, bilden sie zusammen den Samurai-Megazord.

## Synchronisation
Die deutsche Synchronfassung der Serie wird bei VSI Berlin GmbH in Berlin erstellt.
| Rolle                            | Darsteller           | Deutscher Sprecher     |
| Samurai Rangers                  | Samurai Rangers      | Samurai Rangers        |
| -------------------------------- | -------------------- | ---------------------- |
| Jayden Shiba (Roter Ranger)      | Alex Heartman        | Ricardo Richter        |
| Kevin (Blauer Ranger)            | Najee De-Tiege       | Jan Makino             |
| Mia (Pinker Ranger)              | Erika Fong           | Shanti Chakraborty     |
| Mike (Grüner Ranger)             | Hector David Jr.     | Konrad Bösherz         |
| Emily (Gelber Ranger)            | Brittany Anne Pirtle | Shalin-Tanita Rogall   |
| Antonio Garcia (Goldener Ranger) | Steven Skyler        | Dirk Petrick           |
| Lauren Shiba (Roter Ranger 2)    | Kimberley Crossman   | Luise Helm             |
| Verbündete                       |                      |                        |
| Mentor Ji                        | Rene Naufahu         | Peter Reinhardt        |
| Farkas „Bulk“ Bulkmeier          | Paul Schrier         | Dennis Schmidt-Foß     |
| Spike Skullovitch                | Felix Ryan           | Fabian Hollwitz        |
| Serena                           | Jacinda Stevens      | Judith Hoersch         |
| Nighloks                         |                      |                        |
| Master Xandred                   | Jeff Szusterman      | Tilo Schmitz           |
| Dayu                             | Kate Elliott         | Heide Domanowski       |
| Octoroo                          | Jeff Szusterman      | Hans-Jürgen Dittberner |
| Deker                            | Ricardo Medina, Jr.  | Thomas Schmuckert      |
| Serrator                         | Derek Judge          | Andreas Hosang         |

## (Unvollständige) Episodenliste
| Episode   | Deutscher Titel                | Erstausstrahlung (DE)                                 | Originaltitel            | Erstausstrahlung (USA) | Autor                                             | Regie           |
| --------- | ------------------------------ | ----------------------------------------------------- | ------------------------ | ---------------------- | ------------------------------------------------- | --------------- |
| 01 (1-01) | Rangers vereint!               | 13. August 2011                                       | The Team Unites          | 7. Februar 2011        | David Schneider & James W. Bates                  | Peter Salmon    |
| 02 (1-02) | Der Traumfänger                | 20. August 2011                                       | Deal With a Nighlok      | 13. Februar 2011       | Jill Donnellan & Jonathan Rosenthal               | Luke Robinson   |
| 03 (1-03) | Ein freier Tag                 | 27. August 2011                                       | Day Off                  | 20. Februar 2011       | David Schneider & Jill Donnellan                  | Luke Robinson   |
| 04 (1-04) | Stock und Stein                | 3. September 2011                                     | Sticks & Stones          | 27. Februar 2011       | David Schneider & Jill Donnellan                  | Luke Robinson   |
| 05 (1-05) | Wie ein Schwertfisch im Wasser | 9. September 2011                                     | A Fish Out of Water      | 6. März 2011           | David Schneider & James W. Bates                  | Peter Salmon    |
| 06 (1-06) | Und weg ist die Braut!         | 17. September 2011                                    | There Go the Brides      | 13. März 2011          | Jill Donnellan & Jonathan Rosenthal               | Peter Salmon    |
| 07 (1-07) | Ein Alptraum in blau           | 24. September 2011                                    | I've Got a Spell on Blue | 20. März 2011          | David Schneider & Jill Donnellan                  | Peter Salmon    |
| 08 (1-08) | Die Seele des Waldes           | 1. Oktober 2011                                       | Forest for the Trees     | 27. März 2011          | Jill Donnellan & Seth Walther                     | Jonathan Brough |
| 09 (1-09) | Jaydens Geheimnis              | 8. Oktober 2011                                       | Test of the Leader       | 10. April 2011         | David Schneider & Samuel P. McLean                | Jonathan Brough |
| 10 (1-10) | Jaydens Herausforderung        | 15. Oktober 2011                                      | Jayden's Challenge       | 17. April 2011         | Jill Donnellan & James W. Bates & David Schneider | Jonathan Brough |
| 11 (1-11) | Unverhofft kommt oft           | 22. Oktober 2011                                      | Unexpected Arrival       | 30. April 2011         | David Schneider & Seth Walther                    | Akihiro Noguchi |
| 12 (1-12) | Der sechste Ranger             | 31. Oktober 2011 (Pay-TV) 4. November 2011 (Free-TV)  | Room for One More        | 7. Mai 2011            | Jill Donnellan & Jonathan Rosenthal               | Akihiro Noguchi |
| 13 (1-13) | Die Kuscheltier-Kidnapper      | 1. November 2011 (Pay-TV) 11. November 2011 (Free-TV) | The Blue and the Gold    | 14. Mai 2011           | David Schneider & Jill Donnellan                  | Akihiro Noguchi |
| 14 (1-14) | Mit Leib und Seele             | 2. November 2011(Pay-TV) 18. November 2011(Free-TV)   | Team Spirit              | 21. Mai 2011           | Billy Rueben & James W. Bates                     | Jonathan Brough |
| 15 (1-15) | Das Tengen-Tor                 | 3. November 2011(Pay-TV) 25. November 2011(Free-TV)   | The Tengen Gate          | 28. Mai 2011           | David McDermott                                   | Jonathan Brough |
| 16 (1-16) | Eine unmögliche Mission        | 1. Dezember 2011(Pay-TV) 2. Dezember 2011(Free-TV)    | Boxed In                 | 4. Juni 2011           | Seth Walther                                      | Jonathan Brough |
| 17 (1-17) | Zerbrochene Träume             | 2. Dezember 2011(Pay-TV) 9. Dezember 2011(Free-TV)    | Broken Dreams            | 1. Oktober 2011        | Jill Donnellan                                    | Akihiro Noguchi |
| 18 (1-18) | Das ultimative Duell           | 5. Dezember 2011(Pay-TV) 16. Dezember 2011(Free-TV)   | The Ultimate Duel        | 8. Oktober 2011        | Jonathan Rosenthal                                | Akihiro Noguchi |
| 19 (1-19) | Wie alles begann, Teil 1       | 6. Dezember 2011(Pay-TV) 23. Dezember 2011(Free-TV)   | Origins, Part 1          | 15. Oktober 2011       | David Schneider & James W. Bates                  | Peter Salmon    |
| 20 (1-20) | Wie alles begann, Teil 2       | 7. Dezember 2011(Pay-TV) 30. Dezember 2011(Free-TV)   | Origins, Part 2          | 22. Oktober 2011       | Jill Donnellan & James W. Bates                   | Peter Salmon    |

| Episode   | Deutscher Titel                      | Erstausstrahlung (DE)    | Originaltitel                         | Erstausstrahlung (USA) | Autor                         | Regie                               |
| --------- | ------------------------------------ | ------------------------ | ------------------------------------- | ---------------------- | ----------------------------- | ----------------------------------- |
| 21 (2-01) | Super Samurai                        | 28. Juli 2012 (Pay-TV)   | Super Samurai                         | 18. Februar 2012       | James W. Bates                | Jonathan Brough                     |
| 22 (2-02) | Panzerknacker                        | 29. Juli 2012 (Pay-TV)   | Shell Game                            | 25. Februar 2012       | Seth Walther                  | Jonathan Brough                     |
| 23 (2-03) | Wechselspielchen                     | 4. August 2012 (Pay-TV)  | Trading Places                        | 3. März 2012           | David McDermott               | Jonathan Brough                     |
| 24 (2-04) | Ein fischiges Problem                | 5. August 2012 (Pay-TV)  | Something Fishy                       | 10. März 2012          | Eugene Son                    | Akihiro Noguchi                     |
| 25 (2-05) | Die Rettung                          | 11. August 2012 (Pay-TV) | The Rescue                            | 17. März 2012          | Samuel P. McLean              | Akihiro Noguchi                     |
| 26 (2-06) | Der Hüter des Bullenzords            | 12. August 2012 (Pay-TV) | The Bullzord                          | 24. März 2012          | Mark Handler                  | Akihiro Noguchi                     |
| 27 (2-07) | Heavy-Metal unter Geschwistern       | 18. August 2012 (Pay-TV) | He Ain't Heavy Metal, He's My Brother | 31. März 2012          | Kevin Rubio & David McDermott | Nobuhiro Suzumura & Akihiro Noguchi |
| 28 (2-08) | Kevins Entscheidung                  | 19. August 2012 (Pay-TV) | Kevin's Choice                        | 7. April 2012          | Jonathan Rosenthal            | Peter Salmon                        |
| 29 (2-09) | Spike, der Ausreißer                 | 25. August 2012 (Pay-TV) | Runaway Spike                         | 14. April 2012         | Jill Donnellan                | Peter Salmon                        |
| 30 (2-10) | Der seltsame Fall mit dem Fressflash | 26. August 2012 (Pay-TV) | The Strange Case of the Munchies      | 21. April 2012         | Jill Donnellan                | Akihiro Noguchi                     |
| 31 (2-11) | Eine klebrige Angelegenheit          | ???                      | A Sticky Situation                    | 28. April 2012         | Seth Walther                  | Peter Salmon                        |
| 32 (2-12) | Tröstung                             | ???                      | Trust Me                              | 5. Mai 2012            | Marc Handler                  | Akihiro Noguchi                     |
| 33 (2-13) | Meister Xanred kehrt zurück          | ???                      | The Master Returns                    | 12. Mai 2012           | Samuel P. McLean              | Akihiro Noguchi                     |

| Special | Deutscher Titel                     | Erstausstrahlung (DE)       | Originaltitel                       | Erstausstrahlung (USA) | Autor                         | Regie            |
| ------- | ----------------------------------- | --------------------------- | ----------------------------------- | ---------------------- | ----------------------------- | ---------------- |
| SP-01   | Party Monsters                      | 31. Oktober 2012 (Pay-TV)   | Party Monsters                      | 29. Oktober 2011       | James W. Bates & Amit Bhaumik | Akihiro Noguchi  |
| SP-02   | Clash of the Red Rangers            | 27. Oktober 2012 (Pay-TV)   | The Clash of the Red Rangers        | 26. November 2011      | James W. Bates                | Jonathan Tzachor |
| SP-03   | Christmas Together, Friends Forever | 22. Dezember 2012 (Free-TV) | Christmas together, Friends forever | 10. Dezember 2011      | Jill Donnellan & Amit Bhaumik | Jonathan Brough  |